# Too
Too — седьмой студийный альбом хард-рок-группы Kingdom Come, выпущенный 21 ноября на лейбле Eagle Records. Он содержит восемь новых треков и три перезаписанных песни группы Stone Fury.

## Треклист
| №   | Название                                                                 | Автор                           | Длительность |
| --- | ------------------------------------------------------------------------ | ------------------------------- | ------------ |
| 1.  | «It Ain't So Bad»                                                        | Ленни Вольф                     | 4:33         |
| 2.  | «Free Your Mind»                                                         | Лука Марик, Вольф               | 3:42         |
| 3.  | «Waiting»                                                                | Вольф                           | 5:10         |
| 4.  | «Too Late» (перезапись, из альбома Stone Fury Let Them Talk)             | Брюс Гауди, Марти Вульфф, Вольф | 6:10         |
| 5.  | «You're My Secret»                                                       | Вольф                           | 3:15         |
| 6.  | «Hey Man»                                                                | Вольф                           | 4:38         |
| 7.  | «Tease» (перезапись, из альбома Stone Fury Burns Like a Star)            | Гауди, Вульфф, Вольф            | 3:23         |
| 8.  | «Mighty Old Man»                                                         | Марик, Вольф                    | 3:23         |
| 9.  | «Tell Me What I've Done»                                                 | Марик, Вольф                    | 3:44         |
| 10. | «Should Have Told You» (перезапись, из альбома Stone Fury Let Them Talk) | Гауди, Вульфф, Вольф            | 4:49         |
| 11. | «Joe English»                                                            | Марик, Вольф                    | 4:45         |

## Персоналии
- Ленни Вулф (Lenny Wolf) — вокал и ритм-гитара
- Оливер Кисснер (Oliver Kiessner) — ритм и соло-гитара
- Мирко Михальзик (Mirko Michalzik) — соло-гитара
- Марк Смит (Mark Smith) — бас-гитара
- Марк Кросс (Mark Cross) — ударные
- Бьорн Тим (Bjorn Tiemann) — клавишные